# Knowltonia
Knowltonia — рід квіткових рослин родини жовтецевих (Ranunculaceae). Поширений в Південній Африці та Південній Америці. Сік багатьох видів спричиняють опіки на шкірі людини.

## Види
- Knowltonia anemonoides
- Knowltonia assisbrasiliana
- Knowltonia balliana
- Knowltonia bracteata
- Knowltonia brevistylis
- Knowltonia caffra
- Knowltonia capensis
- Knowltonia chilensis
- Knowltonia cordata
- Knowltonia crassifolia
- Knowltonia fanninii
- Knowltonia filia
- Knowltonia helleborifolia
- Knowltonia hepaticifolia
- Knowltonia hootae
- Knowltonia integrifolia
- Knowltonia major
- Knowltonia mexicana
- Knowltonia moorei
- Knowltonia peruviana
- Knowltonia sellowii
- Knowltonia tenuifolia
- Knowltonia transvaalensis
- Knowltonia vesicatoria
- Knowltonia whyteana